# Notae Numismaticae
Notae Numismaticae – Zapiski numizmatyczne – periodyk wydawany w Krakowie przez Muzeum Narodowe i Sekcję Numizmatyczną PAN Oddział w Krakowie. Pismo wychodzi nieregularnie od 1996 roku, a regularnie od 2011 roku. Są w nim publikowane teksty poświęcone szeroko pojmowanej numizmatyce, ale również gliptyce, w językach kongresowych, przede wszystkim w wersji polskiej i angielskiej.